# The Times of India
The Times of India indijske su dnevne novine na engleskom jeziku i, s dnevnom nakladom od 3,1 milijuna primjeraka najtiražnije dnevne novine na engleskom jeziku na svijetu te treće najtiražnije u Indiji. Redovito izlaze od 1838. te se smatraju najutjecajnijom tiskovinom u Aziji. U vlasništvu su izdavačke kuće Time, a tiskaju se u Mumbaiju.

## Vanjske poveznice
- Službene stranice